# Die Mandarins von Paris
Die Mandarins von Paris (frz. Les Mandarins) ist ein Schlüsselroman von Simone de Beauvoir aus dem Jahr 1954. Er wurde im gleichen Jahr mit dem Prix Goncourt ausgezeichnet.
Die Mandarins von Paris beleuchtet das Leben und Wirken einiger französischer  Linksintellektueller während des Zweiten Weltkrieges und in der Zeit nach 1945. Er gilt als Chronik des Existenzialismus.

## Inhalt
Der Roman beschreibt leicht verschleiert die Machtkämpfe zwischen Jean-Paul Sartre (hier genannt Robert Dubreuilh) auf der einen Seite sowie Albert Camus (genannt Henri Perron) und Arthur Koestler (im Roman genannt Victor Scriassine) auf der anderen Seite. Daneben erzählt er auch die Geschichte der Psychologin Anne Dubreuilh, der Frau von Robert Dubreuilh, die als Alter Ego der Autorin de Beauvoir gesehen werden kann. Anne hat schon in frühen Jahren ihren katholischen Glauben verloren, bewahrt aber dennoch gewisse Grundsätze ihrer konservativen Erziehung. Diese Erziehung drängt sie in den Zwiespalt zwischen Freiheit und Bindung. Ihr Versuch einer Lösung von ihrem bisherigen Leben durch den Amerikaner Lewis Brogan (der für Nelson Algren steht, dem der Roman auch gewidmet ist) endet wiederum in einem existenziellen Zwiespalt.
Das Buch steckt voller Fragen; zur Hauptfrage der Figuren zählt dabei der Konflikt zwischen Denken und Handeln. Zu Gewissenskonflikten führt auch die Frage, ob man immer die Wahrheit sagen muss, und die Problematik des politischen Engagements der Schriftsteller schlechthin. Konkret wird das gemeinsame Erlebnis der Résistance-Zeit und später die Tötung von Kollaborateuren häufig reflektiert. Dubreuilh und Perron sind Mandarine und stecken in einer Auseinandersetzung über die Macht und Ohnmacht der Literatur. Lange, existenzialistisch geprägte Dialoge und Diskussionen unterbrechen Annes Darstellungen aus der Ich-Perspektive. Die Autorin konfrontiert den Leser mit der Philosophie Sartres und dem Wechsel vom Ich zum Er. Am Ende bleibt die Wahrnehmung ihrer Isolierung, ihrer Einsamkeit, aber vor allem die Erkenntnis, dass die Spannungen, in denen die Mandarins leben, weiterhin Bestand haben.

## Kritik
„Gerade für die ideologische Auseinandersetzung zwischen der freien Linken mit dem Kommunismus, zwischen Existentialismus und Marxismus in der Periode der ersten Nachkriegsjahre kommt dem Roman große Bedeutung zu, bei kritischer Lektüre auch ein gewisser dokumentarischer Wert.“

„Ihr Roman Die Mandarins von Paris wurde 1955 mit dem Prix Goncourt ausgezeichnet, ein fabelhafter Roman, der sich wie alle ihre Werke um ihre unmittelbare Umgebung dreht: es geht um Frauen, es geht um Beziehungen und Partnerschaften, und es spielt sich ab in Paris après la guerre in der Intellektuellen-Existentialisten-Clique.“